# Horo Gudru Wellega
Horo Gudru Wellega è una delle zone amministrative in cui è suddivisa la Regione di Oromia in Etiopia.

## Woreda
La zona è composta da 12 woreda:
1. Ababo
2. Abay Chomen
3. Abe Dongoro
4. Amuru
5. Choman Guduru
6. Guduru
7. Horo
8. Horo Buluk
9. Jarte Jardega
10. Jimma Genete
11. Jimma Rare
12. Shambu town